# タンガッラ
タンガッラ（シンハラ語: තංගල්ල, タミル語: தங்கல்லை, 英語: Tangalle）は、スリランカ南部州ハンバントタ県にある町。アーバン・カウンシルが設置されている。コロンボからは南へおよそ200km、マータラから東へ35km進んだ場所にある。英語読みでタンガルとも表記される。
サンゴ礁によって守られた国内最大級の湾を有するタンガッラには、この地域の重要な漁港が存在する。観光業も盛んであり、南海岸のリゾート地として知られている。市街地にはオランダ領時代の要塞が残されており、現在は刑務所として利用されている。オランダ領、イギリス領それぞれの時代において南海岸の重要な停泊地として利用されてきた。

## 由来
地名の由来はシンハラ語で「投げ出された岩」を意味する言葉から。海岸線を構成する岩肌から由来している。

## 名所
- ムルキリガラ・ラージャ・マハ・ヴィハーラ（ムルキリガラ石窟寺院） : 町から20km北にある仏教寺院。標高200mの岩山の上に建てられている。岩に刻まれた文字によると、ムルキリガラはおよそ2,000年前に修道院として造られたとされている[5]。寺には壁画が描かれ、涅槃像が横たわっている。また、岩山の複数の場所に石窟寺院が設けられている[5][6]。1826年、イギリスの行政官ジョージ・ターナーがこの石窟寺院の1つから多数の椰子の葉でできた書物を発見した。これがマハーワンサ解読の鍵となってパーリ語から英語への翻訳が可能となり、紀元前543年からの島の歴史が明らかとなった。

- フンマナヤの潮吹き穴 : 町から11.2km北へ離れた場所にあるスリランカ唯一の潮吹き穴である[7]。
- カラメティヤ鳥類保護区 : 町から24km東へ離れた場所にある鳥類保護区。1938年に2,500ヘクタールの面積が指定されたが、地元民の反対によって1946年に一度指定が取り消された。その後1984年に指定がなされたが、その面積はかつてのものより狭くなった。この鳥類保護区の内側にはラグーンとマングローブが広がっており、絶滅危惧種4種を含む数多くの海鳥の生息地となっている。
- タートル・ウォッチ・レカワ : 町から10km東へ離れた場所にある砂浜で、最大5種のウミガメ（アオウミガメ、アカウミガメ、オサガメ、ヒメウミガメ、タイマイ）の出産シーンを夜に見ることができる。地元のウミガメ保護団体がタートル・ウォッチを実施しており、その繁殖地を守っている。

## 教育
スリランカ海洋大学の地域センターが設置されている。